# Triangel (musikinstrument)

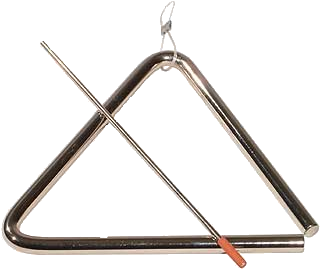
Triangel och triangelstål. Trianglar är alltid "öppna" i ett av hörnen.

Triangel (även triangolo, acciarino, sistro) är ett slaginstrument av metall. Den hålls vanligen i den ena handen och slås an med en liten metallstav (triangelstål) i den andra. Den avger ett klingande ljud, som ligger i det absolut högsta registret av orkesterklangen och därför hörs mycket väl. Ofta är dock dess roll att smälta in och ge en accent åt exempelvis stråkarna. 

## Välkända triangelpartier i konstmusiken
- Tjajkovskijs balett Nötknäpparen, där triangeln återger snöfall.
- Tredje akten av Puccinis opera La bohème, där triangeln gnistrar och glänser som frost en iskall morgon.
- Siegfrieds död i Ragnarök av Wagner, där triangeln ligger som ett gudomligt skimmer över hela ljudbilden.